# Mount Lama
Mount Lama är ett berg i Antarktis. Det ligger i Östantarktis. Nya Zeeland gör anspråk på området. Toppen på Mount Lama är 818 meter över havet.
Terrängen runt Mount Lama är kuperad. Trakten är obefolkad. Det finns inga samhällen i närheten.